# Crazy Rich (Buch)
Crazy Rich. Die geheime Welt der Superreichen ist ein 2024 erschienenes Sachbuch der deutschen Journalistin Julia Friedrichs. Es thematisiert die wachsende Vermögensungleichheit, die Auswirkungen des Superreichtums auf Gesellschaft und Klima sowie die Mechanismen, mit denen die vermögendsten Menschen der Welt ihr Kapital sichern und vermehren. Friedrichs zeigt anhand von Reportagen, Gesprächen mit Superreichen und Experten sowie wirtschaftswissenschaftlichen Analysen, wie sich der Wohlstand zunehmend in den Händen weniger konzentriert – und welche Konsequenzen dies für Demokratie, soziale Gerechtigkeit und den Klimawandel hat.

## Inhalt und Hauptthesen
Friedrichs nimmt die Leser mit in die abgeschottete Welt der Superreichen, von Jachtmessen in Monaco über Privatjet-Terminals bis hin zu Luxusbunkern, in denen sich einige Vermögende auf mögliche gesellschaftliche Zusammenbrüche vorbereiten. Sie analysiert, wie sich Vermögen durch ererbtes Kapital und steuerliche Privilegien verstetigt, während die Mittelschicht zunehmend unter Druck gerät.
Ein zentrales Thema des Buches ist die Umweltzerstörung durch den exzessiven Lebensstil der Superreichen. Friedrichs beschreibt den enormen CO₂-Ausstoß von Superjachten, Privatjets und Luxusgütern und stellt die Frage, ob individueller Reichtum in Zeiten des Klimawandels ethisch vertretbar ist.
Die Autorin zeigt zudem auf, dass extrem hoher Reichtum nicht nur zu gesellschaftlicher Spaltung führt, sondern auch politische Entscheidungsprozesse beeinflusst. Sie beschreibt, wie Superreiche mittels Lobbyarbeit, Stiftungen und Medienbeteiligungen politischen Einfluss nehmen und wie dieser Einfluss oft zugunsten ihrer eigenen Interessen genutzt wird.
Friedrichs diskutiert schließlich die Frage, ob es eine Obergrenze für Reichtum geben sollte. Sie greift Konzepte wie den „Limitarismus“ auf, eine philosophische Position, die für eine Begrenzung individueller Vermögen plädiert. Dabei bezieht sie sich auf historische und aktuelle Vorschläge zur Besteuerung von großen Vermögen sowie auf Modelle einer gerechteren Verteilung.

## Rezeption
Das Buch wurde in verschiedenen Medien besprochen. In der 3sat-Sendung "Kulturzeit" vom 10. September 2024 wurde "Crazy Rich" thematisiert und als Einblick in die Welt der Superreichen vorgestellt. Der NDR hob hervor, dass Friedrichs Zugang zu dieser abgeschotteten Gruppe fand und betonte, dass das Buch kein Reichen-Bashing sei, sondern einen Debattenbeitrag darstelle. Deutschlandfunk Kultur bezeichnete das Werk als wichtig und gut recherchiert, kritisch in der Analyse und wunderbar lesbar.

## Publikationsdaten
Julia Friedrichs: Crazy Rich. Die geheime Welt der Superreichen. Berlin Verlag, Berlin 2024, ISBN 978-3-8270-1512-9.